# ボニファティウス7世 (対立教皇)
ボニファティウス7世（Bonifatius VII、? - 985年7月20日）は、対立教皇（在位：974年、984年 - 985年）。本名はフランコ・フェルッキ（Franco Ferrucci）。
ボニファティウス7世は974年のローマ教皇ベネディクトゥス6世の死に関わったとされている。教皇として即位宣言するも、ローマ市民の蜂起によりコンスタンティノープルへ逃亡せざるをえなくなった。逃亡の際には多量の財宝を持ち出した。
984年4月にローマへ帰還。ローマ市民から反感を買っていた教皇ヨハネス14世をサンタンジェロ城に幽閉したうえ、同年8月20日に死亡させる。しかし2度目の治世も短く、翌985年には殺害された。次の教皇はヨハネス15世が即位した。
かつてボニファティウス7世は対立教皇と考えられておらず、正式には7番目となる「教皇ボニファティウス」はボニファティウス8世を名乗ることとなった。